# Meyor
 (avril 2020).
Le meyor ou zakhring est une langue sino-tibétaine parlée dans l’État d’Arunachal Pradesh en Inde.

## Sources
- (en) François Jacquesson, « Persons and grammar in Meyor : in honor of Robbins Burling », dans Mark W. Post, Stephen Morey, Scott Delancey, Language and culture in Northeast India and beyond, Canberra, Asia-Pacific Linguistics College of Asia and the Pacific, Australian National University, 2015 (ISBN 9781922185266 et 9781922185259, lire en ligne)